# Серидо-Осидентал (микрорегион)

Серидо-Осидентал на карте.

Серидо-Осидентал (порт. Microrregião do Seridó Ocidental) — микрорегион в Бразилии, входит в штат Риу-Гранди-ду-Норти. Составная часть мезорегиона Центр штата Риу-Гранди-ду-Норти. Население составляет 	97 680	 человек (на 2010 год). Площадь — 	3065,752	 км². Плотность населения — 	31,86	 чел./км².

## Демография
Согласно сведениям, собранным в ходе переписи 2010 г. Национальным институтом географии и статистики (IBGE), население микрорегиона составляет:						
| Полное население                             | Полное население                             | Полное население                             | Полное население                             | 97 680 |
| -------------------------------------------- | -------------------------------------------- | -------------------------------------------- | -------------------------------------------- | ------ |
| в том числе:                                 | Городское население                          | 83 724                                       | Процент городского населения, %              | 85,71  |
|                                              | Сельское население                           | 13 956                                       | Процент сельского населения, %               | 14,29  |
|                                              | Мужское население                            | 47 841                                       | Процент мужского населения, %                | 48,98  |
|                                              | Женское население                            | 49 839                                       | Процент женского населения, %                | 51,02  |
| Плотность населения, чел/км²                 | Плотность населения, чел/км²                 | Плотность населения, чел/км²                 | Плотность населения, чел/км²                 | 31,86  |
| Население микрорегиона в % к населению штата | Население микрорегиона в % к населению штата | Население микрорегиона в % к населению штата | Население микрорегиона в % к населению штата | 3,08   |

## Статистика
- Валовой внутренний продукт на 2003 год составляет 251 782 246,00 реалов (данные: Бразильский институт географии и статистики).
- Валовой внутренний продукт на душу населения на 2003 год составляет 2705,33 реалов (данные: Бразильский институт географии и статистики).
- Индекс развития человеческого потенциала на 2000 год составляет 0,730 (данные: Программа развития ООН).

## Состав микрорегиона
В составе микрорегиона включены следующие муниципалитеты:
1. Кайко
2. Ипуейра
3. Жардин-ди-Пираньяс
4. Серра-Негра-ду-Норти
5. Сан-Фернанду
6. Сан-Жуан-ду-Сабужи
7. Тимбауба-дус-Батистас